# Deadly Alliance
Deadly Alliance è un film del 1982 diretto da Paul S. Parco.
È un film thriller statunitense con Mike Lloyd Gentry, Anthony De Fonte e Michele Marsh.

## Produzione
Il film, diretto da Paul S. Parco su una sceneggiatura di Mark L. Morris, fu prodotto dalla Continental.

## Distribuzione
Il film fu distribuito negli Stati Uniti nel 1982. È stato distribuito anche in Portogallo con il titolo Traficantes da Morte.